# FRIDAY ONLINE-FIVE COLORS RADIO-
『FRIDAY ON LINE -FIVE COLORS RADIO-』（フライデー・オンライン・ファイブ・カラーズ・レイディオ）は、2007年4月6日から2022年3月25日までエフエム徳島（FM徳島）で毎週金曜13:00 - 18:55に放送されていたラジオ番組である。

## 概要
- 2002年4月から5年間続いた前番組「FRIDAY EXPRESS」の後を受けて、毎週金曜日に芸能・音楽・映画などの様々な情報や音楽ランキングなどを紹介するローカルワイド番組としてスタート。
- 年に2回、13時台のシネマBOXの拡大版となる「シネサンスペシャル」を放送。シネマサンシャイン北島の社員2 - 3人と、その時期の最新映画情報など、5時間全てに渡って映画に関する事を扱う。また15時台には、12 - 14時台に扱った映画に関するクイズを次々出題し、一問ごとに当選者を選び、商品が当たる「シネサンムービークイズ」がある。
- 2007年4月 - 2009年3月は、森裕子・蔭山洋子共に、一人で5時間全般に渡って番組を進行していた。
- DJ二人が、時間帯によって一人でDJをしたり、二人で進行したりという、全国でも珍しいイレギュラーな進行形式をとっていた時期もあった（現在は15時台の一部のみ）。
- 2010年4月2日放送分より、放送時間が13:00 - 18:55に変更され、直後の番組であった『WEEKEND TRAIN』が同年3月26日放送分をもって終了となるため、2002年3月に終了した『URBAN FRIDAY』以来8年ぶりに、1番組での長時間番組編成が復活することとなった。
- 2012年4月放送分より、17時からの夕方ワイドが復活（『LAN LAN Rumble』→『T-Joint』を放送）したため、4時間の生放送となった。
- 2015年4月より、Twitterハッシュタグでのメッセージ募集がスタートした。（#fol807）
- 2018年4月より再び放送時間が13:00 - 18:55になった。
- 2022年3月25日をもって終了した。

## パーソナリティー

### 現在
- 蔭山洋子（放送開始 - ）
  - 妊娠・出産のため、2009年4月24日 - 6月12日、2012年12月 - 2013年2月に休養した。
- 土橋琢史（2018年4月 - ）

### 過去
- 森裕子（放送開始 - 2007年9月）
- 坂上航司（2009年4月 - 2011年3月）
  - レギュラーになる前に、同年3月6日に行われた俳句企画で、リスナーから募集した俳句を読み上げる役目として、先行して番組初出演を果たしている。
- 平吉将（2011年4月 - 2014年3月）
- 近藤公美（2012年12月 - 2013年2月）
  - 蔭山が産休中の代打出演。
- 今末真人（2014年4月 - 2018年3月）
  - エフエム鹿児島に移籍のため降板。
- キャンパスボーイ
  - コンビ解散のため降板。
- 池嵜晃太（2018年4月 - 2019年3月）
- ええでないか西浦（2018年4月 - 2019年3月）
  - 住みます芸人卒業のため降板。

## タイムテーブル

### 現在
2020年4月現在のタイムテーブル
- 13:00 - オープニング
- 13:10 - WEEKLY ON LINE
  - 先週の放送日から当日までの1週間に徳島県内で起こった主な出来事と国内外のエンタメニュースから気になる1本をピックアップする（放送は徳島新聞提供のニュース→放送当日→天気情報→国内外のエンタメニュース）。
- 13:20 - 洋子のゆるトーク
  - パーソナリティの蔭山が気になるテーマについて話す（先週末行われたイベントのレポートや自身のプライベートなど）。
- 13:55 - ビートルズは終わらない～The Beatles 4 Ever～（JFNC制作）
- 14:15 - JFNラジオショッピング
- 14:30 - FRIDAY EVENT INFORMATION
  - 徳島県国際交流員と共に、県内在住の外国人の方に向けて週末イベントを紹介する。なお、徳島県国際交流員が事情で出演出来ない場合は蔭山が代理で伝えることがある。
- 14:40 - あわわHOUR
  - 「あわわfree」「Geen」（いずれも毎月25日発行）を紹介する。
- 14:55 - MY OLYMPIC α（JFNC制作）
- 15:00 - ON LINE MUSIC CHART
  - エフエム徳島へのリクエスト数、オンエアポイント、CD売上データからなるオリジナルシングルチャートを、10位からカウントダウンでご紹介。2019年4月以降の放送からは、シングルチャートを10位 - 4位をフラッシュで伝え、CMを挟んで3位 - 1位を紹介する。その後、アルバムランキングTOP3を紹介する。
- 15:30 - 上野優華の華金!～ときめきweekend～
  - 同じ金曜に放送されていた同番組を2019年4月の放送分より移動。原則、収録だが稀に生放送の時もある。
- 15:55 - JFNニュース
- 16:00 - ネッツ徳島 presents 煌めきweekend
- 16:15 - Ten minutes free ride
  - 週末の入り口に楽しめるFRIDAY ON LINE オリジナルMIXをお届けする。
- 16:50 - スーパーエンディング
- 16:55 - 健康ラジオ～ワンポイント・アドバンス～（JFNC制作）
- 17:15 - 防災café
- 17:20 - ニュースフラッシュ
  - 徳島県関連のニュースは徳島新聞提供、全国ニュースは読売新聞提供で、それぞれ3つずつ伝える。前者は13:10頃のWEEKLY ON LINEと内容が重複することがある（放送当日分も含まれているため）。また県内外の速報ニュースはコーナー冒頭で伝える。
- 17:30 - ウェザーインフォメーション
- 17:35 - V-STORM NEO
- 17:40 - トラフィック・インフォメーション
- 18:20 - ファイナンシャルプランナー・尾山道郎のマネーの寺子屋（毎月第2・第4週）
- 18:30 - ゲストトーク
- 18:45 - エンディング・今週の振り返り

### 過去
2018年3月までのタイムテーブル
- 13:00 - オープニングトーク
- 13:15 - WEEKLY ON LINE
  - 先週の放送日〜当日までの1週間に起こった主な出来事を振り返る。
- 13:35 - シネマBOX
- 14:15 - JFNラジオショッピング
- 14:20 - ON LINE MUSIC CHART
  - シングルランキングトップ10を紹介。合間にアルバムランキングベスト3も発表される。
- 15:10 - あわわHOUR
- 15:20 - EVENT INFORMATION
  - 徳島県国際交流員と共に、県内在住の外国人の方に向けて週末イベントをご紹介。
- 15:30 - 今末真人の“家電”の授業
- 16:00 - キャンパスタイム（キャンパスボーイが担当）
- 16:25 - 
  - 第1・3週 - ファイナンシャルプランナー尾山道郎のマネーの寺子屋
  - 第2週 - そうだ、コトバスで行こう!日帰りバスの旅!
  - 第4週 - ちょっとマジメに語ってみよう!のコーナー
  - 最終週 - 「シネマへGO!」番組内公開抽選
- 16:40 - 週末の運勢カウントダウン!
- 16:45 - エンディング

## 主なコーナー
- シネマBOX
  - 「FRIDAY EXPRESS」時代から続く、後述の「あわわHOUR」に次ぐ長寿コーナー。徳島県最大の映画館であるシネマサンシャイン北島の社員が毎週一人出演し、最新映画情報を伝える。
- あわわHOUR
  - 前進番組「URBAN FRIDAY」開始の1997年に開始され、「FRIDAY EXPRESS」時代も5年間途切れず続行され、2009年現在も12年以上続いている長寿コーナー。徳島県のタウン情報誌「あわわ」や兄弟誌「Geen」などの情報を、「あわわ」の社員が伝える。